# Le Ruisseau (film, 1913)
Pour les articles homonymes, voir Le Ruisseau.
Pour plus de détails, voir Fiche technique et Distribution.
Le Ruisseau est un film muet français réalisé par Georges Denola, sorti en 1913.
Il s'agit de la première adaptation au cinéma de la pièce Le Ruisseau de Pierre Wolff, comédie en trois actes, créée au théâtre du Vaudeville à Paris le 21 mars 1907. Il y aura par la suite d'autres adaptations : par Albert Capellani, The Virtuous Model (1919), par René Hervil, Le Ruisseau (1929) et par Maurice Lehmann et Claude Autant-Lara, Le Ruisseau (1938).

## Fiche technique
- Titre : Le Ruisseau
- Réalisation : Georges Denola
- Scénario : d'après la pièce de Pierre Wolff
- Photographie :
- Montage :
- Producteur :
- Société de production : Société cinématographique des auteurs et gens de lettres (S.C.A.G.L)
- Société de distribution :  Pathé Frères
- Pays d'origine :  France
- Langue : film muet avec les intertitres en français
- Format : Noir et blanc — 35 mm — 1,33:1 — Muet
- Genre : Comédie
- Métrage : 760 mètres
- Durée : 25 minutes
- Dates de sortie :
  -  France : 21 février 1913

## Distribution
- Louis Gauthier : Paul Bréhant
- Andrée Pascal : Denise Fleury
- Germaine Dermoz : Simone Dargy
- Henri Collen : Édouard
- Émile Duard : le roi de l'acier